# Албен Лермизио
Мезон Лафит
Албен Лермизио (фр. Albin Lermusiaux; Ноази, 8. април 1874 — Мезон Лафит, 20. јануар 1940) је свестрани француски спортиста, који је учествовао на Олимпијским играма 1896. и такмичио се у атлетици и стрељаштву.
У квалификацијама на трке на 800 метара Лермизио је победио у другој квалификационој групи резултатом 2:16,6 и пласирао се у финале, у којем није стартовао.
У трци на 1.500 метара није било квалификација. Лермизио је дошао са најбољим резултатом на свету постигнутим 1895. 4:17,0. Водио је већи део трке. У циљној равнини престигли су га Едвин Теди Флек из Аустралије и Артур Блејк из САД, па је завршио као трећи резултатом 4:37,0.
Учествовао је и у маратону, али је морао одустати на 32. километру.
Лермизио се такмичио и у стрељаштву у дисциплини војничка пушка са 200 метара. Пласирао се у групу од 13. до 42. места са непознатим резултатом.

## Спољешње везе
- Албен Лермизио на сајту Sports-Reference.com (архивирано)
- Профил на сајту олимпијске базе података